# Villars-sous-Dampjoux
Villars-sous-Dampjoux è un comune francese di 401 abitanti situato nel dipartimento del Doubs nella regione della Borgogna-Franca Contea.

## Società

### Evoluzione demografica
Abitanti censiti